# Championnat romain de guerre
Le Championnat romain de guerre de football ou Campionato romano di guerra, dénommé aussi Campionato romano-laziale di guerra, était une compétition de football organisée dans le Latium, lors des saisons 1943-1944 et 1944-1945, dans un contexte de Seconde Guerre mondiale.

## Contexte
Le 10 juillet 1943, les Alliés débarquent en Sicile puis pénètrent dans le sud de l'Italie, ce qui a pour conséquence de suspendre le championnat italien. Mussolini est renversé puis emprisonné, sur ordre du roi. Le dictateur est délivré par un commando allemand (12 septembre). Alors que ceux-ci se transforment d'alliés en occupants, Il Duce installe sous l'ordre d'Hitler une République sociale italienne (appelée aussi République de Salò) dans le nord du pays. Le maréchal Pietro Badoglio signe la capitulation le 8 septembre 1943 tandis que l'Italie du sud poursuit la guerre du côté des Alliés. S'engage une guerre civile avec l'Italie du nord (fasciste) de Mussolini soutenue par les Allemands. L'Italie devient alors un vaste champ de bataille où s'affrontent plusieurs armées étrangères. La fédération italienne organise non plus un championnat national mais crée des championnats régionaux ; pour la région de Rome, le championnat est baptisé Campionato Romano.

## Palmarès
- 1943-1944 : SS Lazio
- 1944-1945 : AS Rome

## Saison 1943-1944
Lors de cette saison, le classement est le suivant :
| Rang | Équipe            | Pts | J  | G  | N  | P  | Bp | Bc | Diff |
| ---- | ----------------- | --- | -- | -- | -- | -- | -- | -- | ---- |
| 1.   | Lazio             | 32  | 18 | 14 | 4  | 0  | 60 | 8  | +52  |
| 2.   | AS Rome           | 31  | 18 | 13 | 5  | 0  | 62 | 17 | +45  |
| 3.   | Tirrenia          | 25  | 18 | 11 | 3  | 4  | 44 | 27 | +17  |
| 4.   | Mater             | 17  | 18 | 3  | 11 | 4  | 35 | 28 | +7   |
| 5.   | Juventus Roma     | 16  | 18 | 5  | 6  | 7  | 19 | 28 | -9   |
| 6.   | Vigili Fuoco Roma | 15  | 18 | 5  | 5  | 8  | 21 | 25 | -4   |
| 7.   | Avia Roma         | 15  | 18 | 5  | 5  | 8  | 30 | 40 | -10  |
| 8.   | Alba              | 10  | 18 | 2  | 6  | 10 | 24 | 42 | -18  |
| 9.   | Elettronica       | 10  | 18 | 3  | 4  | 11 | 18 | 57 | -39  |
| 10.  | Trastevere        | 9   | 18 | 3  | 3  | 12 | 27 | 68 | -41  |

## Saison 1944-1945
Lors de cette saison, le classement est le suivant :
| Rang | Équipe         | Pts | J  | G  | N | P | Bp | Bc | Diff |
| ---- | -------------- | --- | -- | -- | - | - | -- | -- | ---- |
| 1.   | AS Rome        | 22  | 14 | 10 | 2 | 2 | 29 | 9  | +20  |
| 2.   | Lazio          | 18  | 14 | 8  | 2 | 4 | 28 | 8  | +20  |
| 3.   | Italia Libera  | 18  | 14 | 7  | 4 | 3 | 14 | 8  | +6   |
| 4.   | Juventus Roma  | 17  | 14 | 7  | 3 | 4 | 18 | 16 | +2   |
| 5.   | Albaerotecnica | 11  | 14 | 4  | 3 | 7 | 18 | 27 | -9   |
| 6.   | Mater          | 9   | 14 | 3  | 3 | 8 | 20 | 31 | -11  |
| 7.   | Ala Italiana   | 9   | 14 | 3  | 3 | 8 | 11 | 30 | -19  |
| 8.   | Trastevere     | 8   | 14 | 3  | 2 | 9 | 14 | 23 | -9   |